# Ciclostile

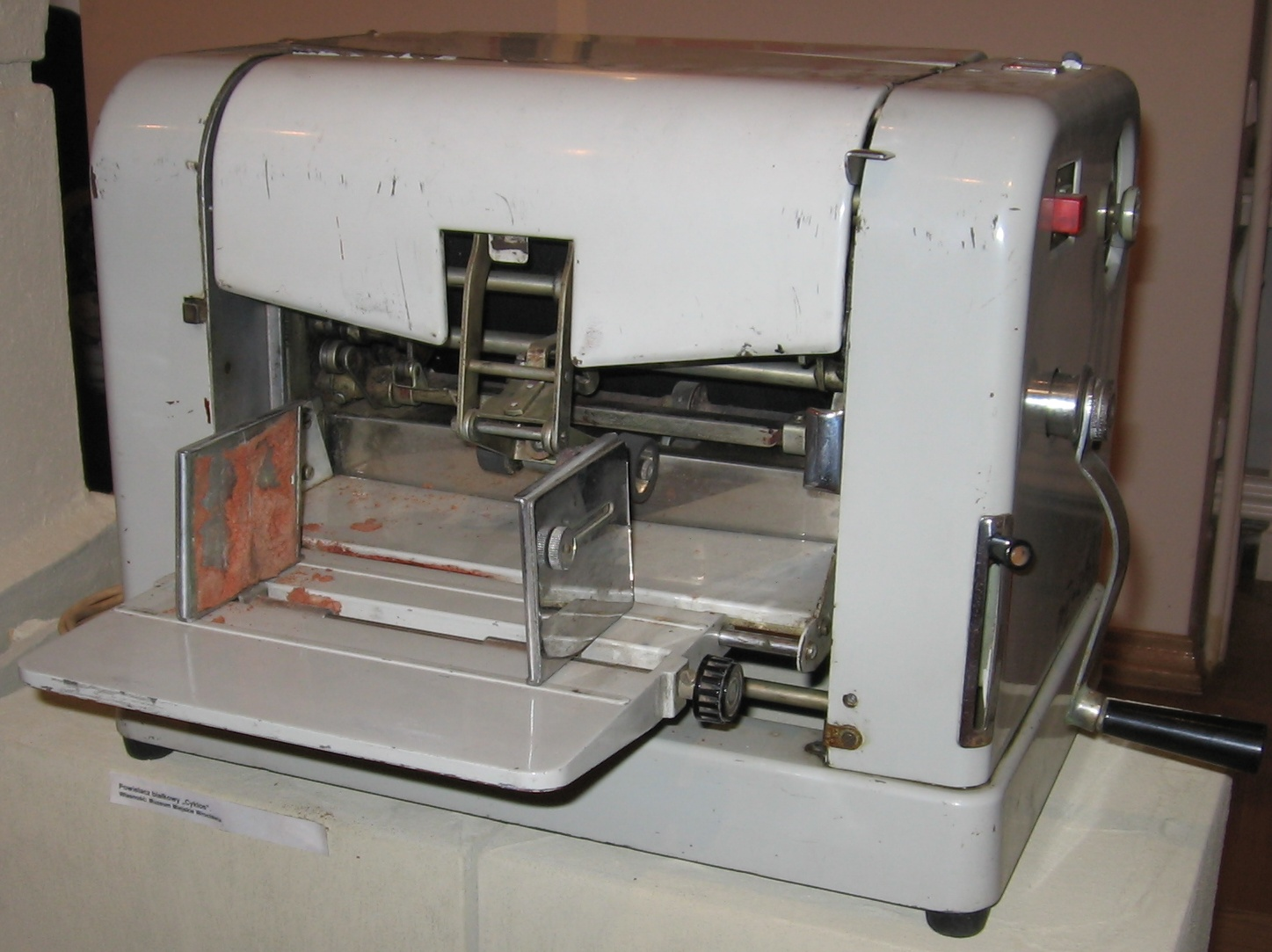
Un ciclostile utilizzato in Polonia dal sindacato Solidarność negli anni ottanta.

Il ciclostile, o duplicatore stencil (raramente mimeografo o velocigrafo, come veniva chiamato agli albori nell'Ottocento), è un sistema di stampa meccanico, largamente utilizzato nel XX secolo, per produrre manualmente stampe in piccola tiratura e a costi estremamente contenuti se paragonati con quelli della stampa industriale.
La stampa "a ciclostile" lega il suo nome in modo indissolubile alla pratica dei volantini, dei pamphlet, delle fanzine o dei samizdat. Largamente diffusa fino agli anni ottanta del ventesimo secolo, ha poi ceduto il passo 
alla fotocopia (xerografia o altri sistemi di riproduzione anastatica, già presenti da qualche decennio e divenuti nel frattempo economicamente competitivi), che l'hanno sostituita rapidamente. Non richiedendo energia elettrica per il suo funzionamento, il ciclostile trova ancora applicazione nei Paesi in via di sviluppo.

## Principio di funzionamento
Si basa fondamentalmente sullo stencil, ovvero il trasferimento dell'inchiostro alla carta, durante la fase di stampa, attraverso una maschera sagomata (matrice). La matrice è costituita da un foglio estremamente sottile (carta di riso), rivestito da uno strato ceroso, incollato sul lato superiore ad una striscia di cartoncino dotato di fori di riferimento per l'aggancio successivo al rullo di stampa. Il foglio incerato è accoppiato a un sottile foglio sottostante simile alla carta carbone, che viene lasciato in sede durante la produzione della matrice, al fine di rendere visibile la scrittura (altrimenti invisibile).
Dopo la produzione della matrice questo secondo foglio viene rimosso prima di iniziare il processo di stampa. L'impressione del profilo dei caratteri, ottenuta attraverso una macchina per scrivere, distrugge lo strato ceroso, rendendo permeabile la carta in quel punto. Naturalmente il nastro inchiostratore della macchina da scrivere deve essere disabilitato tramite l'apposito comando. La correzione di eventuali errori si effettua ripristinando l'impermeabilità locale della matrice, spennellando mediante un'apposita lacca a base alcolica e successivamente ribattendo il carattere.
Per aggiungere dei disegni al testo, si utilizza uno stilo metallico (sufficiente una penna a sfera), con la matrice distesa in piano su una superficie rugosa. La matrice finita viene agganciata al tamburo della macchina di stampa, riempito di inchiostro denso (oleoso). Il meccanismo di rotazione del tamburo (ad azionamento manuale), sincronizza il trascinamento dei fogli vuoti, sui quali si ha il trasferimento dell'inchiostro nelle sole parti prive di cera.
La carta da stampa deve essere particolarmente assorbente, per cui è poco "collata" e ha una superficie opaca. La bassa qualità di stampa è dovuta essenzialmente alla trama del foglio matrice, che si traduce in una grossolana puntinatura degli elementi in stampa. Influenza la qualità del risultato anche l'abilità nella battitura dei caratteri, poiché un'azione del martelletto particolarmente forte distrugge anche la cera nelle vicinanze, producendo un carattere sbiadito e privo di dettagli.
Il sistema può permettere, in una certa misura, stampe a colori: per ciascun colore deve essere preparata una matrice dedicata, e il processo di stampa ripetuto riprocessando i fogli per ciascuno dei colori. Non è invece possibile riprodurre immagini di tipo fotografico o comunque disegni con "mezzitoni".

## Origine

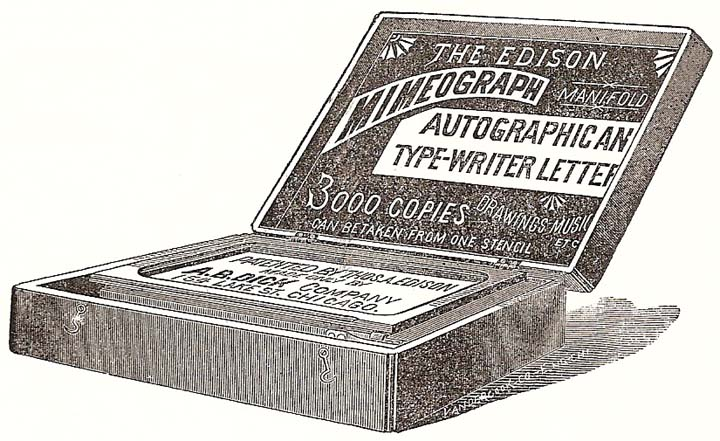
Un'immagine pubblicitaria del Mimeograph di Edison del 1889

Il primo inventore moderno che creò un duplicatore di disegni e scritti fu l'italiano Eugenio De Zuccato nel 1874, davanti ai testimoni Charles Barlow e W. Whitehorn, all'epoca residenti al 23 Southampton Buildings di Londra. Thomas Alva Edison ricevette il brevetto US 180.857 per la Autographic Printing l'8 agosto 1876. Il brevetto copriva la penna elettrica utilizzata per realizzare gli stencil e una macchina duplicatrice a piano orizzontale (flatbed).
Nel 1880 Edison ottenne un successivo brevetto, US 224.665: Method of Preparing Autographic Stencils for Printing, che copriva la realizzazione degli stencil attraverso una serie di piastre metalliche scanalate e uno stilo metallico. Edison non coniò la parola "ciclostile", che venne usata per la prima volta da Albert Blake Dick quando concesse la licenza ai brevetti di Edison nel 1887.

Altri che lavorarono indipendentemente e migliorarono lo sviluppo del duplicatore stencil furono David Gestetner e l'italiano Eugenio De Zuccato, quest'ultimo noto anche come Eugenio De Zuggato o De Zuocato, studente di legge a Londra. Da notare che il secondo, padovano, il 23 maggio 1893 registrò come inventore italiano negli Stati Uniti d'America diversi brevetti, sempre legati alla riproduzione delle stampe, ed è tutt'oggi riconosciuto come il primo inventore del ciclostile, in passato detto papirografo (Papyrograph). I nomi commerciali delle due macchine prodotte in seguito in Inghilterra furono rispettivamente Cyclostyle e Rotary Neostyle (normalmente contratto in Roneo). All'epoca entrambi i nomi commerciali si trasformarono in nomi comuni, e il primo è tuttora riscontrabile in italiano. Il secondo, invece, si è quasi completamente perso. Se ne trova traccia solo nel burocratese della Banca d'Italia, dove "roneata" è sinonimo di circolare.